# Pungur Gyula
Pungur Gyula (Erdőszengyel, 1843. május 24. – Zelenika, Dalmácia, 1907. május 1.) ornitológus, rovarkutató, református lelkész, tanár, természettudós.

## Életpályája
Szülei: Pungur Benjamin (1816-1872) és K. Nagy Krisztina (1825-1875) voltak. 1850-ben Marosvásárhelyre került a család. Ott tanult az evangélikus református gimnáziumban. Református lelkésznek és tanítónak tanult. 1863-ban Nagyenyedre ment hittant tanulni. 1865–1866 között köztanító volt a marosvásárhelyi református főiskolában. 1866-ban papi vizsgát tett. 1866–1867 között Hessen-Nassauban a marburgi egyetemen tanult. 1867-ben jött haza. 1868–1870 között az Ugron családnál volt nevelő Mezőzáhon. Itt ismerkedett meg Herman Ottóval és hatására kezdett el természetrajzzal foglalkozni. 1870-ben Szilágynagyfalun református lelkész lett. 1877-ben Zilahon polgári iskolai tanár lett. 1896-tól az Országos Ornithológiai Központban dolgozott Herman Ottóval, majd az intézet titkára lett.
Több élettani cikke is megjelent bel- és külföldi szaklapokban. Befejezetlenül maradt kézíratát (Magyar állatnevek szótára) az Ornithológiai Központ utódja, a Madártani Intézet őrzi.

## Művei
- A magyarországi tücsökfélék természetrajza (Budapest, 1891)
- Fauna Regni Hungariae: Orthoptera (Budapest, 1900)